# A New Trilogy
Albums de Lovelyz
Lovelinus
(2015)
Singles
1. Destiny
Sortie : 25 avril 2016

A New Trilogy est le second mini-album du girl group sud-coréen Lovelyz. Il est sorti le 25 avril 2016 sous Woollim Entertainment et distribué sous LOEN Entertainment. Il contient sept pistes dont la principale, "Destiny".

## Liste des pistes
| 1.    | Moonrise                    | OnePiece      | OnePiece      | 0:40 |
| 2.    | Destiny (나의 지구)         | 전간디        | One Piece     | 3:33 |
| 3.    | Fondant (퐁당)              | 제이윤        | 제이윤        | 3:29 |
| 4.    | Bookmark (책갈피)           | 리리크루      | OnePiece      | 3:28 |
| 5.    | 1cm                         | Razer, Strike | Razer, Strike | 3:41 |
| 6.    | Dear You (마음 (*취급주의)) | 서지음        | OnePiece      | 3:54 |
| 7.    | Baby Doll (인형)            | 전간디        | Kissmaker     | 3:27 |
| 21:42 |                             |               |               |      |

## Classement
| Classement                            | Meilleure position |
| ------------------------------------- | ------------------ |
| South Korea Gaon Weekly Albums Chart  | 5                  |
| South Korea Gaon Monthly Albums Chart | NC                 |

## Historique de sortie
| Pays          | Date          | Format                       | Label                                            |
| ------------- | ------------- | ---------------------------- | ------------------------------------------------ |
| Corée du Sud  | 25 avril 2016 | CD, téléchargement numérique | Woollim Entertainment, LOEN Entertainment        |
| Monde entier, | 25 avril 2016 | Téléchargement numérique     | S.M. Culture and Contents, Woollim Entertainment |